# Film muzyczny

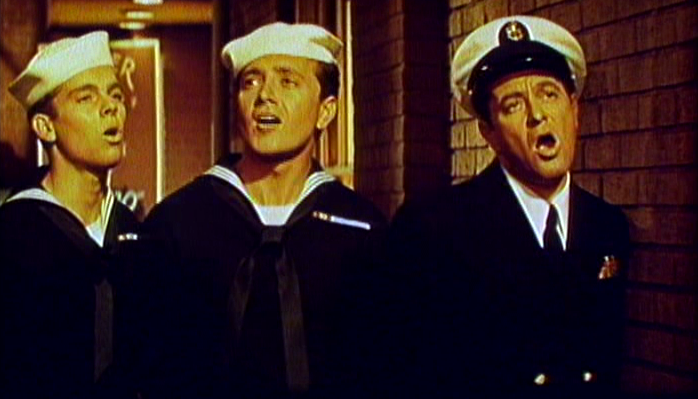
Kadr z filmu muzycznego Cała naprzód

Film muzyczny – gatunek filmowy typowy dla kina amerykańskiego. Jego początki wiążą się z zastosowaniem dźwięku w kinach. Pierwszym filmem dźwiękowym, będącym jednocześnie filmem muzycznym, był Śpiewak jazzbandu (1927) z Alem Jolsonem w roli głównej.
Musical filmowy to odmiana filmu muzycznego, w której „muzyka, piosenka i taniec stanowią dominantę dramaturgiczną dzieła” (cytat za Encyklopedią WIEM).
Przykładem filmu muzycznego, niebędącego musicalem, jest amerykański film New York, New York (1977).